# Thirty Seconds Over Winterland
Thirty Seconds Over Winterland es un álbum en vivo de la banda estadounidense de rock psicodélico Jefferson Airplane lanzado en 1973. Fue grabado entre agosto y septiembre de 1972, en el Auditorium Theater de Chicago y el Winterland Ballroom en San Francisco. Reflejando la declinación de la talla comercial de la banda, solo alcanzó el #52 en Billboard.
Grabado durante la gira de Long John Silver, Thirty Seconds Over Winterland fue el segundo álbum en vivo de la banda, después de Bless Its Pointed Little Head. El último concierto completo de esta gira se puede escuchar en el CD Last Flight, lanzado en 2007.

## Demanda de Flying Toasters
En 1989, la compañía de software Berkeley Systems lanzó su inmensamente popular protector de pantalla After Dark. La más conocida de las diversas opciones de salvapantallas fue Flying Toasters. En 1994, el grupo demandó a Berkeley Systems, alegando que las tostadoras eran una copia de las tostadoras aladas que aparecen en esta tapa. El juicio se perdió porque Berkeley afirmó no tener ningún conocimiento previo de la obra de arte, el juez por su parte señaló que la banda no había patentado la portada.

## Lista de canciones
1. Have You Seen the Saucers? (21 de Septiembre en Winterland)
2. Feel So Good (22 de Septiembre en Winterland)
3. Crown of Creation (25 de agosto en Chicago Auditorium)
4. When the Earth Moves Again (25 de agosto en Chicago Auditorium)
5. Milk Train (25 de agosto en Chicago Auditorium)
6. Trial by Fire (24 de agosto en Chicago Auditorium)
7. Twilight Double Leader (21 de Septiembre en Winterland)

## Integrantes
- Jack Casady – bajo
- Paul Kantner – voz, guitarra
- Jorma Kaukonen – guitarra, voz
- Grace Slick – voz
- Papa John Creach – violín
- John Barbata – batería, percusión
- David Freiberg – voz